# Cubanotettix turquinensis
Cubanotettix turquinensis är en insektsart som beskrevs av Perez-gelabert, Hierro och D. Otte 1998. Cubanotettix turquinensis ingår i släktet Cubanotettix och familjen torngräshoppor. Inga underarter finns listade i Catalogue of Life.